# Framus

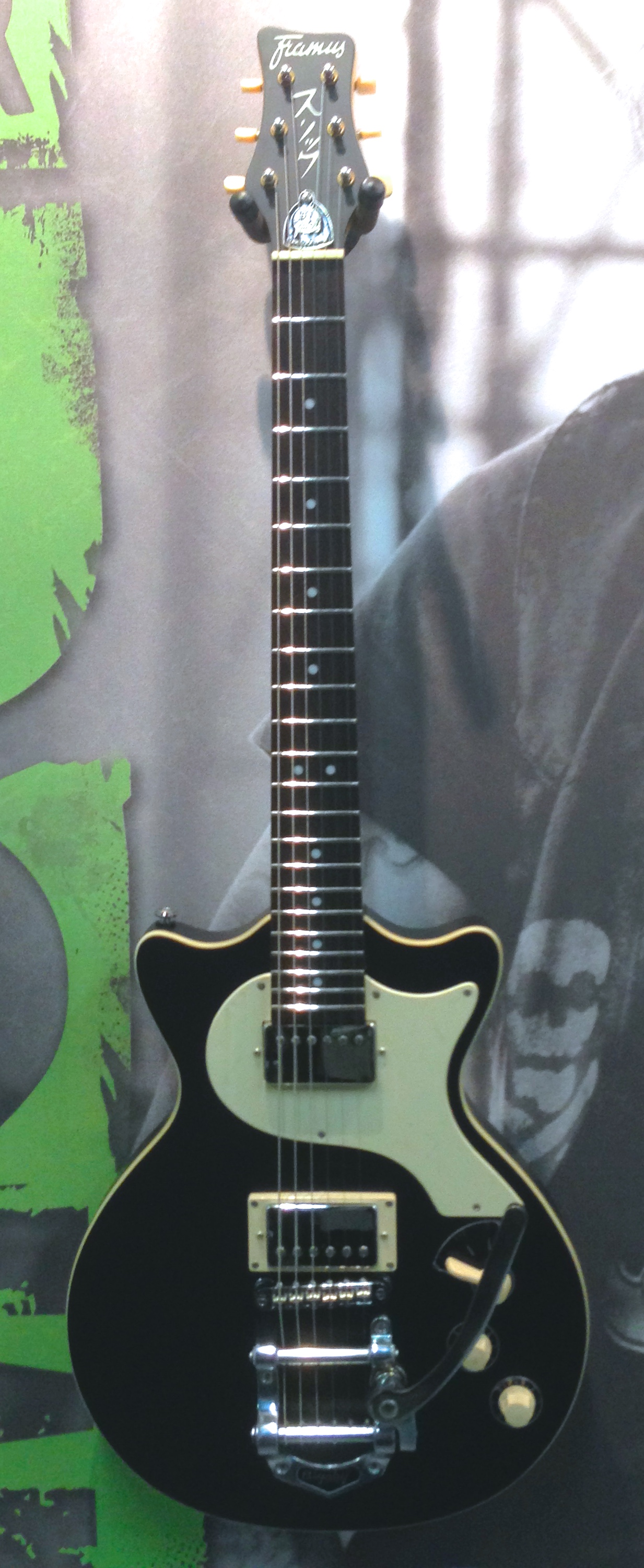
Framus Earl Slick, Anaheim NAMM show, 2013.

Framus är en musikinstrumenttillverkare som grundades 1946 i Tyskland av Fred Wilfer. Under 70-talet, efter årtionden av produktion, lades verksamheten ner. Fred Wilfers son, Hans-Peter Wilfer, startade i början av 80-talet bastillverkaren Warwick i de gamla Framus-fabrikerna och de är idag en av de ledande bastillverkarna.
Framus såg åter dagens ljus under slutet av 90-talet och drivs idag parallellt med Warwick.